# Ненецкий краеведческий музей
Не́нецкий краеве́дческий музе́й — крупнейший музей Ненецкого автономного округа. Находится в центральной части Нарьян-Мара на улице Победы.

## История

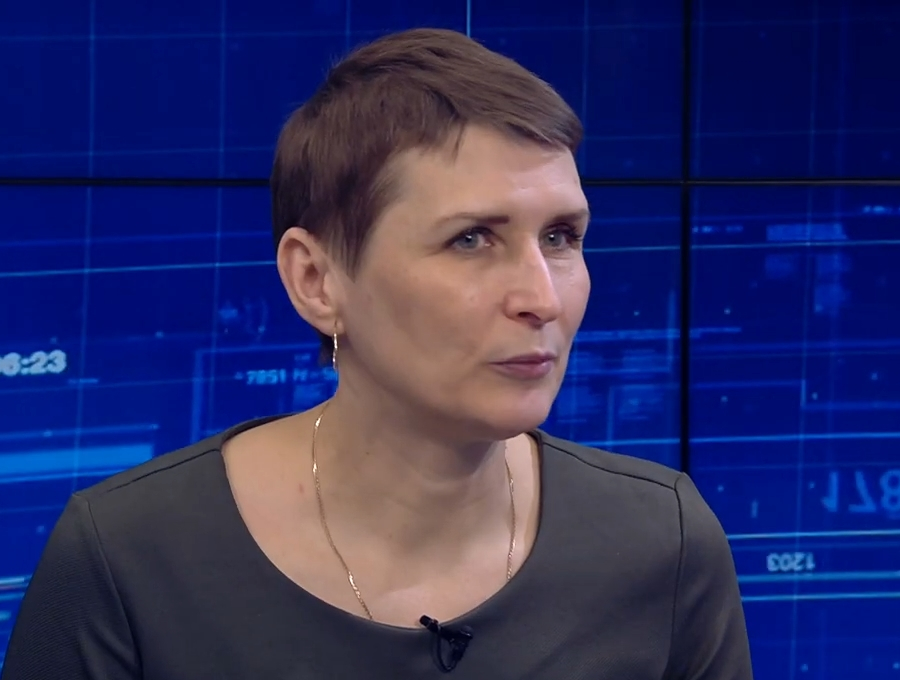
Директор «Музейного объединения Ненецкого автономного округа» Елена Меньшакова (март 2021)

Решение о создании музея в Ненецком национальном округе было принято на заседании президиума Ненецкого окрисполкома в конце 1929 года. Решение было принято в связи с «особо важным, общественно-научным значением краеведческой работы в условиях мало изученного Ненецкого округа».
Под музей отвели комнату в помещении окрплана, в селе Тельвиска, заведующим музея был назначен Михаил Базыкин — технический секретарь окрбюро краеведения. Музей находился в ведении окроно. Статья в окружной газете «Няръяна вындер» описывает первые экспонаты музея, привезённые Базыкиным из командировки в село Великовисочное. Это были «луки-самострелы, тредулки-самопалки, кремнёвые моржёвки, головные уборы и прочие разные принадлежности из украшений припечорских богачей».

### 1930-40-е годы
В конце 1932 года в связи с переездом окрисполкома из Тельвиски в Нарьян-Мар музейные экспонаты были также вывезены в новую столицу округа и свалены в кучу в окроно. Вопрос об организации музея был вновь поднят на заседании президиума окрисполкома 28 октября 1932 года. Члену окружного бюро краеведения Н. Ф. Плетцову было «поручено разработать программу и организовать музей к 3-х летнему юбилею округа». С 15 по 23 января 1933 года в двух комнатах на втором этаже, в ещё недостроенном Доме Ненца состоялась I окружная выставка, посвящённая 15-й годовщине Октября и 3-летию Ненецкого округа. На выставке были представлены несколько разделов: общий, история, быт, культура, рыболовство и охота, транспорт и связь, промышленность. Всего экспонировалось около 100 предметов. Участниками выставки были предприятия и учреждения Ненецкого национального округа, учётом и систематизацией экспонатов занимался сотрудник аппарата оленсовхоза Рихтер. Выставку посетило свыше 5 тысяч человек.
После завершения выставки экспонаты находились в разных местах. В конце концов, они были свалены в «дощатый сарайчик стройконторы», где «находились не упакованными под снегом и дождём, проникавшим под крышу, лёжа вместе с разным хламом, вроде железного лома и бочек». Часть экспонатов была утеряна. Пострадали от сырости бумажный материал, культовые книги, фотографии, модель кораля, рыболовные снасти, витрины, были разбиты или лопнули от мороза банки с зооэкспонатами. Всё это было выявлено в результате ревизии 22 марта 1934 года, произведённой на основании предложения крайоно комиссией в составе краеведа, сотрудника Комитета Севера Б. К. Ландера, председателя окроно А. А. Федорова и вновь назначенной исполняющей обязанности заведующего музеем М. И. Молодцовой.
С момента вступления в должность заведующей музеем Марии Ивановны Молодцовой начинается работа по систематизации коллекций, однако демонстрация всех экспонатов в предоставленном музею помещении была невозможна. Музей находился в комнате площадью 20 м², в которой «сыро и холодно, нет печки и зимних рам, в дверные щели свободно проникают осадки и пыли из соседних ремонтируемых помещений».
В сентябре 1934 года, Нарьян-Марский горсовет освободил для музея помещение площадью 60 м² на 1 этаже Дома ненца. 6 сентября 1934 года была открыта выставка заполярного растениеводства. Именно эта дата — открытие музея для посещений — отмечается сейчас как дата создания Ненецкого окружного краеведческого музея.
За первые месяцы работы музей посетило 3451 человек. За это время было организовано 37 экскурсий для учащихся и делегатов III окружного Съезда советов. Работа по собиранию материалов, обслуживанию посетителей проводилась силами одного работника. Фонды музея в это время насчитывали 316 единиц хранения.
Директор музея в 1937—1941 годах — И. П. Попов.
В 1936 году площадь экспозиций музея составляла 82 м2, насчитывалось 455 экспонатов в разделах: вводный, оленеводство, охотпушнина, рыбный промысел, комната И. П. Выучейского, комната для выставок. В 1945 году музей был передан в ведение окружного отдела культуры.

### 1950-60-е годы
С 1955 по 1961 год музей находился на улице Полярная. В структуре музея 2 отдела: природа и социалистическое строительство. С 1962 по 1968 год Ненецкий окружной краеведческий музей располагался в доме № 7 по улице Хатанзейского.

### 1970-80-е годы
С 1969 года музей находился в доме № 1 на улице Тыко Вылки. Площадь экспозиции составляла 268 м2. Были открыты отделы: природа, история прошлого, история современного общества. Фонды музея пополнили живописные и графические работы художников А. Ф. Рыбачук и В. В. Мельниченко, И. К. Вылки, Б. Молчанова, А. Безумова, Н. Валейской, А. Борисова, Д. К. Свешникова, Г. Рябоконя; архивы А. П. Пырерки, сказительницы М. Р. Голубковой.
В 1972 году музей был награждён дипломом II степени за успехи в научно-просветительской работе по итогам всероссийского смотра, в 1987 году — дипломом II степени Министерства культуры РСФСР.

### 1990—2000-е годы
На 1 января 1994 в собрании Ненецкого окружного краеведческого музея насчитывалось 7344 предмета основного фонда и 8476 единиц хранения вспомогательного фонда. В коллекции музея насчитывалось 2326 документов, 2178 фотографий, 219 произведений графики, 128 — живописи, 127 монет, ордена и медали в количестве 81 шт., 190 книг с автографами авторов, 914 предметов быта и этнографии из дерева, металла, ткани, меха и кожи. С 1996 года по 2009 год музей арендовал помещение на третьем этаже универмага на улице им. П. Г. Смидовича, дом № 6а, на хранении в 2000 году насчитывалось около 17 тысяч предметов.

### Директора музея
В 1929—1936 годах — Михаил Иванович Базыкин, Василий Николаевич Казаков, Мария Ивановна Молодцова. В 1936—1961 годах — Анна Михайловна Лопатина. С 1985 — директор Татьяна Юрьевна Журавлева. В 2000 годах — Елена Геннадьевна Меньшакова.

## Здание музея
22 февраля 2009 года торжественно открыто новое здание Ненецкого окружного краеведческого музея, соответствующее всем современным требованиям хранения экспонатов. В здании предусмотрены раздельные хранилища для музейных коллекций, система нормализации температурно-влажностного режима, реставрационные мастерские, дезинфекционные и морозильные камеры, а также современная система охраны и пожаротушения. Общая площадь экспозиционных залов составляет 1272 м².

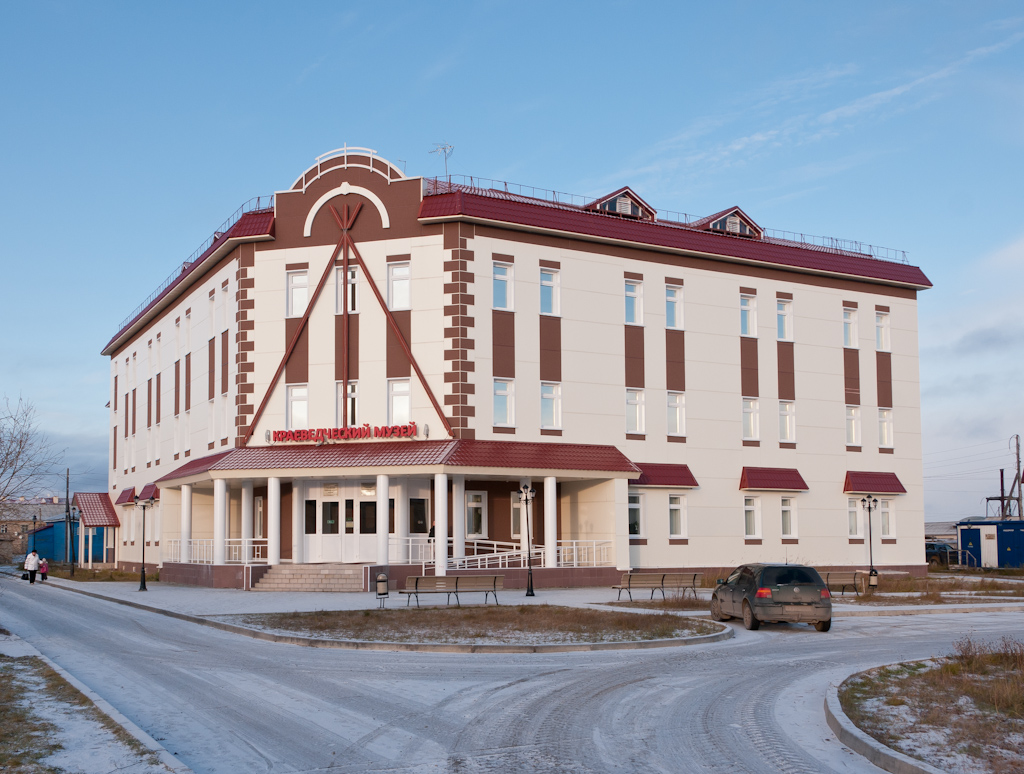
Здание Ненецкого краеведческого музея. 2011 год.